# توراكينا خاتون
الإمبراطورة توراكينا خاتون حكمت إمبراطورية المغول بعد وفاة زوجها أوقطاي خان في 1241 م إلى حين انتخاب ابنها البكر جيوك خان في 1246. أبرزت براعتها في ممارسة السلطة في المجتمع الذي يكون عادة سوى من الرجال. وقد تمكنت من تحقيق التوازن بين مختلف القوى المتنافسة داخل الإمبراطورية، وحتى داخل الأسرة الممتدة من سلالة جنكيز خان، على مدى 5 سنوات التي حكمت فيها الإمبراطورية، ومهّدت الطريق لصعود إبنها جيوك عظيم خان.
الولد المفضل لأوكدي خان كان kochu ولم يكن من أبناء تواركينا خاتون، وكان قد رشح ابن kochu واسمه siremun لخلافته. عارضت توراكينا اختيار زوجها وأرادت اختيار ابنها جيوك Güyük، ولكن بالرغم من تأثيرها الكبير عليه، إلا أنها لم تتمكن من إقناع أوكدي خان ögedei على تغيير اختياره. غير أنها حققت أهدافها من خلال الخداع.
وذلك من تقليل عدد الخانات المعينين للوصاية، وعينت الخانات الموالين لها كي تضمن صعود ابنها الحكم. وتمكنت من إبقاء مجلس الشورى المغولي kurultai (الكورل تاي) محتجزين حتى تأكدت أن ابنها جيوك حظي بالأغلبية.